# Chilly-Mazarin
Chilly-Mazarin és un municipi francès situat al departament d'Essonne, a la regió d'Illa de França.
Forma part del cantó de Massy i del districte de Palaiseau. I des del 2016 de la Comunitat d'aglomeració París-Saclay.